# Глазово-2
Глазово-2 — деревня в Серпуховском районе Московской области. Входит в состав Липицкого сельского поселения (до 29 ноября 2006 года входила в состав Липицкого сельского округа).

## Население
| 2002 | 2006 | 2010 |
| ---- | ---- | ---- |
| 6    | ↗8   | →8   |

## География
Глазово-2 расположено примерно в 23 км (по шоссе) на юго-восток от Серпухова, на истоков малой реки Прудище, бассейна реки Скнига (правый приток Оки), у границы с Тульской областью, высота центра деревни над уровнем моря — 220 м. На 2016 год в деревне зарегистрировано 4 садовых товарищества.